# Silantom Jae
Silantom Jae is een bestuurslaag in het regentschap Tapanuli Utara van de provincie Noord-Sumatra, Indonesië. Silantom Jae telt 361 inwoners (volkstelling 2010).